# Kosťantyn Hryščenko
Kosťantyn Ivanovyč Hryščenko (ukrajinsky Костянтин Іванович Грищенко; * 28. října 1953, Kyjev) je ukrajinský diplomat a politik. V letech 2003–2005 a 2010–2012 zastával úřad ministra zahraničích věcí Ukrajiny ve vládách Viktora Janukovyče a Mykoly Azarova. Poté od roku 2012 působil jako místopředseda vlády Ukrajiny ve druhé Azarově vládě. Z této funkce 27. února 2014 rezignoval.